# Hans Engel (Musikwissenschaftler)
Hans Engel (* 20. Dezember 1894 in Kairo; † 15. Mai 1970 in Marburg) war ein deutscher Musikwissenschaftler.

## Leben
Als Sohn des Lepraarztes Franz Engel Bey besuchte Hans Engel die Deutsche Schule in Kairo, dann das Berthold-Gymnasium Freiburg und das Realgymnasium in München. In München studierte er von 1913 bis 1915 und von 1918 bis 1922 bei Eduard Bach Klavier, bei Joseph Maier Orgel und bei Friedrich Klose Komposition an der Akademie der Tonkunst. Von 1922 bis 1924 nahm er Privatunterricht im Dirigieren bei Hugo Röhr und wurde anschließend mit einer Dissertation über das Thema Die Entwicklung des deutschen Klavierkonzertes von Mozart bis Liszt promoviert.
Er wandte sich ganz der Musikwissenschaft zu und habilitierte sich 1925 an der Preußischen Universität zu Greifswald. Hier wurde er 1926 Direktor des Musikwissenschaftlichen Seminars, zunächst als Privatdozent, ab 1932 dann als außerordentlicher Professor. Eines der Hauptarbeitsgebiete Engels in Greifswald war die Musikgeschichte Pommerns: Er initiierte die Gründung des Vereins zur Pflege pommerscher Musik, mit dessen Unterstützung er die Denkmäler der Musik in Pommern in vier Bänden herausgeben konnte, und gründete 1932 die Zeitschrift Musik in Pommern, die nach seinem Weggang aus Greifswald sein Nachfolger Walther Vetter bis 1942 fortführte.
Ferner war Engel auf dem Gebiet der Neuen Musik besonders aktiv. So führte er – auch gegen Widerstände des aufkommenden Nationalsozialismus – Werke von Béla Bartók, Paul Hindemith, Arnold Schönberg und anderen Komponisten der Avantgarde auf und gründete mit dem Kapellmeister Erich Peter 1927 die Freie Vereinigung zur Pflege zeitgenössischer Musik.
1935 wurde Engel als a.o. Professor an die Albertus-Universität Königsberg  berufen und wurde dort 1936 Chorgauführer für Ostpreußen. Am 22. Juli 1941 beantragte er die Aufnahme in die NSDAP und wurde zum 1. Oktober desselben Jahres aufgenommen (Mitgliedsnummer 8.902.866). Er erhielt 1944 einen Lehrstuhl in Königsberg.
Trotzdem behauptete er im Spruchkammerverfahren, ein „aktiver Gegner des Nationalsozialismus“ gewesen zu sein. Er konnte diese Aussage mit einer außergewöhnlich hohen Zahl von Persilscheinen, teils von einschlägigen Regimegegnern wie dem Gerechten unter den Völkern Konrat Ziegler, glaubhaft belegen. Nach erfolgter Entnazifizierung wurde er 1946 als ordentlicher Professor für Musikwissenschaft an die Philipps-Universität Marburg berufen, wo er den ersten Lehrstuhl für Musikwissenschaft innehatte. Bis zu seiner Emeritierung 1967 baute er das Institut wesentlich aus und gehörte „zu den einflussreichsten Musikwissenschaftlern in der frühen Nachkriegszeit in Deutschland“.

## Veröffentlichungen (Auswahl)
- Denkmäler der Musik in Pommern. 4 Bände. Leipzig 1930–1936.
- Deutschland und Italien in ihren musikgeschichtlichen Beziehungen (= Von deutscher Musik. Bd. 68/70). Regensburg 1944.
- Mozarts Instrumentation. In: Mozart-Jahrbuch. 1956, S. 51–74.
- Musik und Gesellschaft. Bausteine zu einer Musiksoziologie (= Stimmen des 20. Jahrhunderts. Bd. 3). Berlin-Halensee 1960.
- Das Solokonzert (= Das Musikwerk. Bd. 25). Köln 1964.